# Sabina Włodek
Sabina Agnieszka Włodek z domu Soja (ur. 14 grudnia 1973 w Mikołowie) – polska piłkarka ręczna, trenerka.

## Życiorys

### Kariera klubowa
Jest wychowanką klubu GZKS Sośnica Gliwice, z którym zdobyła brązowy medal mistrzostw Polski w 1994. Od 1995 była zawodniczką klubu Montex Lublin, zdobywając z tą drużyną ośmiokrotnie z rzędu mistrzostwo Polski (1996–2003). Po przekształceniach lubelskiego klubu występowała w kontynuujących jego tradycje zespołach Bystrzycy Lublin i SPR Lublin, zdobywając wicemistrzostwo Polski w 2004 (z Bystrzycą) i kolejne sześć tytułów mistrzowskich w latach 2005–2010 (z SPR). W 2005 była królową strzelców Ligi (184 bramki). W ostatnim sezonie w karierze sięgnęła po tytuł wicemistrzowski (2011).
W 2001 zdobyła z klubem Montex Lublin Puchar EHF, odnosząc z drużyną największy sukces w historii polskiej klubowej kobiecej piłki ręcznej na arenie międzynarodowej.

### Kariera reprezentacyjna
W reprezentacji Polski debiutowała 6 marca 1996 w towarzyskim spotkaniu z Ukrainą. Wystąpiła trzykrotnie w mistrzostwach świata (1997 – 8 m., 1999 – 11 m., 2005 – 19 m.) oraz dwukrotnie na mistrzostwach Europy (1996 – 11 m., 1998 – 5 m.). Ten ostatni turniej przyniósł jej także indywidualne wyróżnienia – została wybrana najlepszą lewoskrzydłową mistrzostw. Po raz ostatni w reprezentacji Polski wystąpiła 10 grudnia 2005 w meczu mistrzostw świata z Danią. Łącznie w latach 1996–2005 zagrała 102 razy w narodowej drużynie, zdobywając 320 bramek.

### Działalność samorządowa i zawodowa
W 2006 uzyskała mandat radnej rady miasta Lublin z ramienia Platformy Obywatelskiej. W 2010 nie ubiegała się o reelekcję. Pod koniec kariery sportowej została nauczycielką wychowania fizycznego w Gimnazjum nr 10 im. ks. Jana Twardowskiego w Lublinie. W sezonie 2011/2012 podjęła pracę jako drugi trener drużyny SPR Lublin, w październiku 2013 została pierwszym trenerem zespołu. Ze stanowiska odeszła 6 października 2016. W marcu 2017 wspólnie z Małgorzatą Gapską zaczęła prowadzić nowo powołaną kadrę B piłkarek ręcznych.

## Wyróżnienia
W 1999, 2005 i 2009 wygrywała plebiscyt „Kuriera Lubelskiego” na najlepszego sportowca Lubelszczyzny. W 2017 otrzymała wyróżnienie w konkursie „Trenerka Roku” organizowanym przez Komisję Sportu Kobiet Polskiego Komitetu Olimpijskiego.